# Vojtanov (nádraží)
Vojtanov je železniční stanice na trati Františkovy Lázně – Bad Brambach, nedaleko obce Vojtanov v okrese Cheb na jednokolejné trati Františkovy Lázně – Bad Brambach v km 60,008.

## Historie
Trať byla zprovozněna v roce 1865 Saskými královskými státními dráhami jako součást spojení z Čech do Saska. Trať vedla z Plavna přes Weischlitz, Adorf, Bad Brambach a Františkovy Lázně do Chebu. V roce 1880 byla trať zdvojkolejněna, ovšem v roce 1962 byla druhá kolej snesena. Úsek Františkovy Lázně – Vojtanov je od roku 1983 elektrizován.
Stanice Vojtanov byla od samého počátku pohraniční stanicí. V době svého otevření měla pět průběžných kolejí a druhou největší nádražní budovu a největší nákladovou halu ze všech mezistanic. Staniční budova o podlahové ploše 1149 m² se skládá ze dvou třípodlažních budov spojených přízemní centrální budovou. Stanice byla rozšířena v roce 1877 a kolem roku 1910. V roce 1889 byla nádražní budova částečně zničena požárem a obnovena ve stejné podobě.
Po připojení Sudet k Německu a následném rozšíření dvoukolejné trati ztratila stanice v říjnu 1938 všechny důležité provozní funkce. Teprve od roku 1955 je Vojtanov opět pohraniční železniční stanicí a bylo z ní možné cestovat vlakem z Československa do NDR.
Železniční stanice v období 1865–1924 nesla název Voitersreuth, v meziválečném období Vojtanov. V letech 1938–1945 nesla název Voitersreuth a po druhé světové válce Vojtanov.

## Popis
Stanice byla otevřena v roce 1865. Nachází se zde velká staniční budova, ve které funguje výpravčí. Nástupiště jsou zde utvořena s pevnou hranou. Od centra obce se nádraží nachází asi 0,8 km.
V roce 2002 měla stanice tři zvýšená nástupiště. První bylo u staniční budovy a koleje č. 1 v délce 125 m. Druhé nástupiště  u koleje č. 2 bylo dlouhé 120 m a třetí nástupiště u koleje č. 4 mělo délku 70 m. Stanice byla vybavena elektromechanickým zabezpečovacím zařízením. Ve stanici byla vlečka do firmy Agrona a.s. vedená z koleje č. 14.

## Galerie

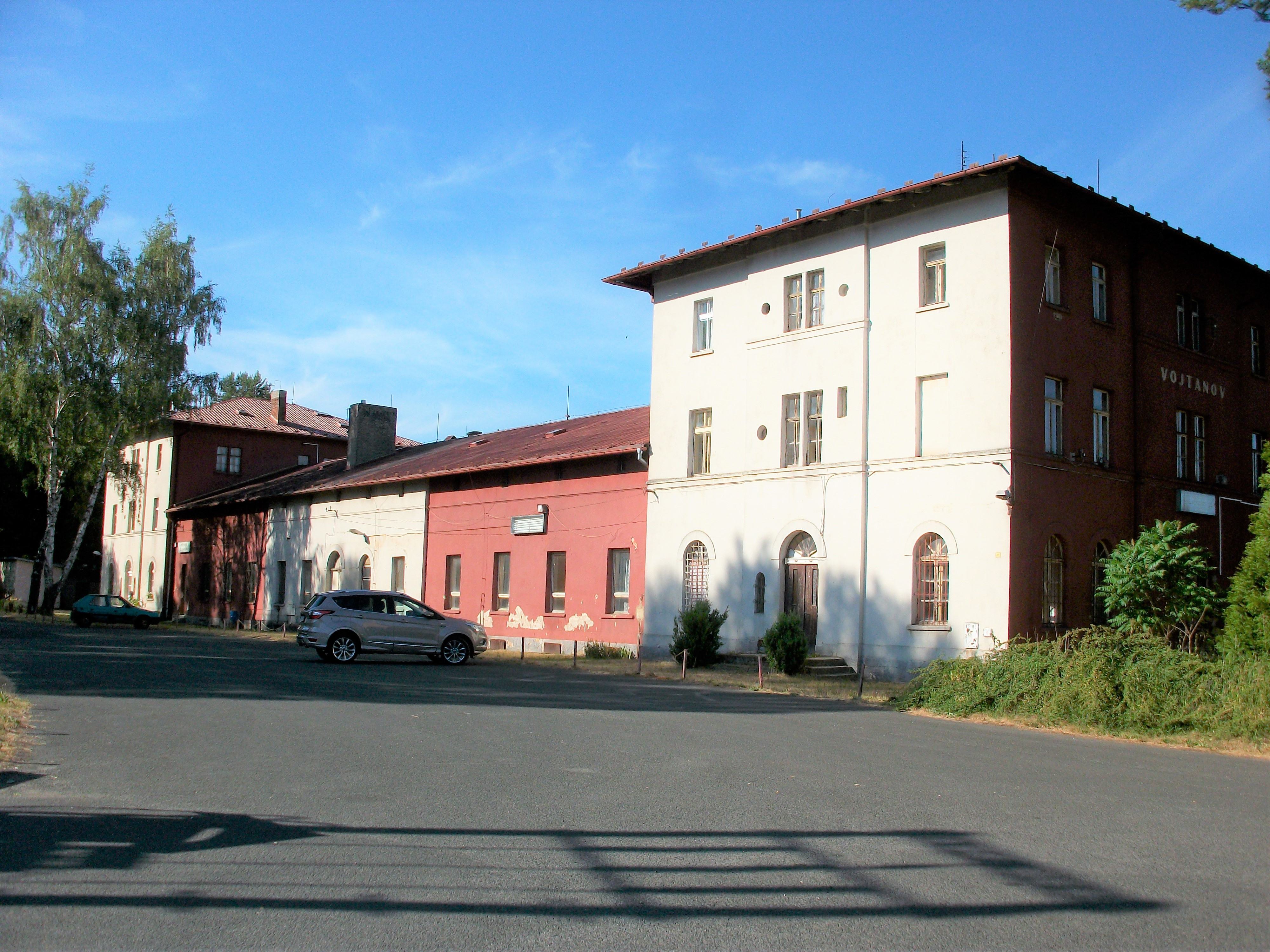
Pohled z uliční strany
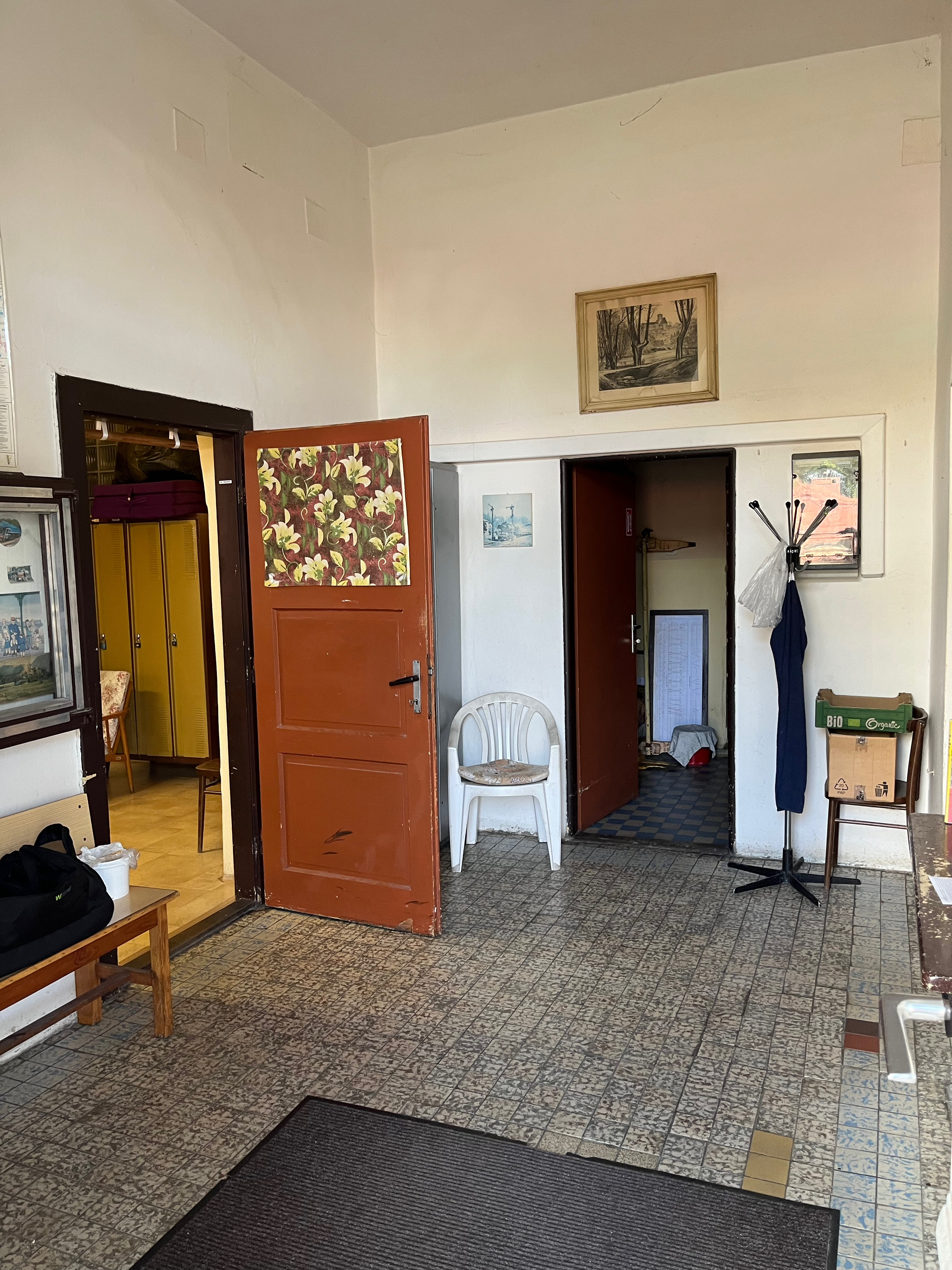
Místnost přednosty stanice
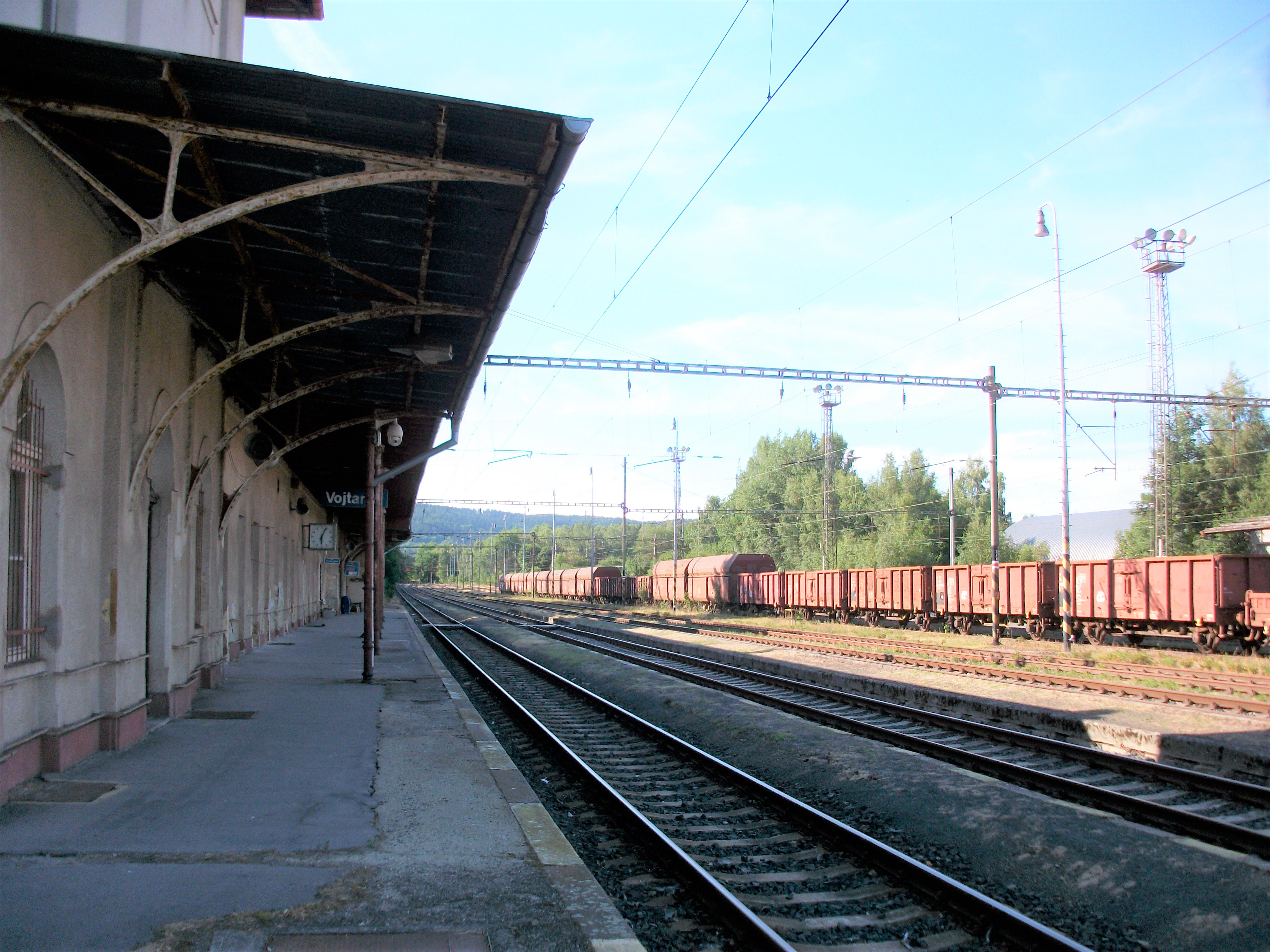
Přístřešek
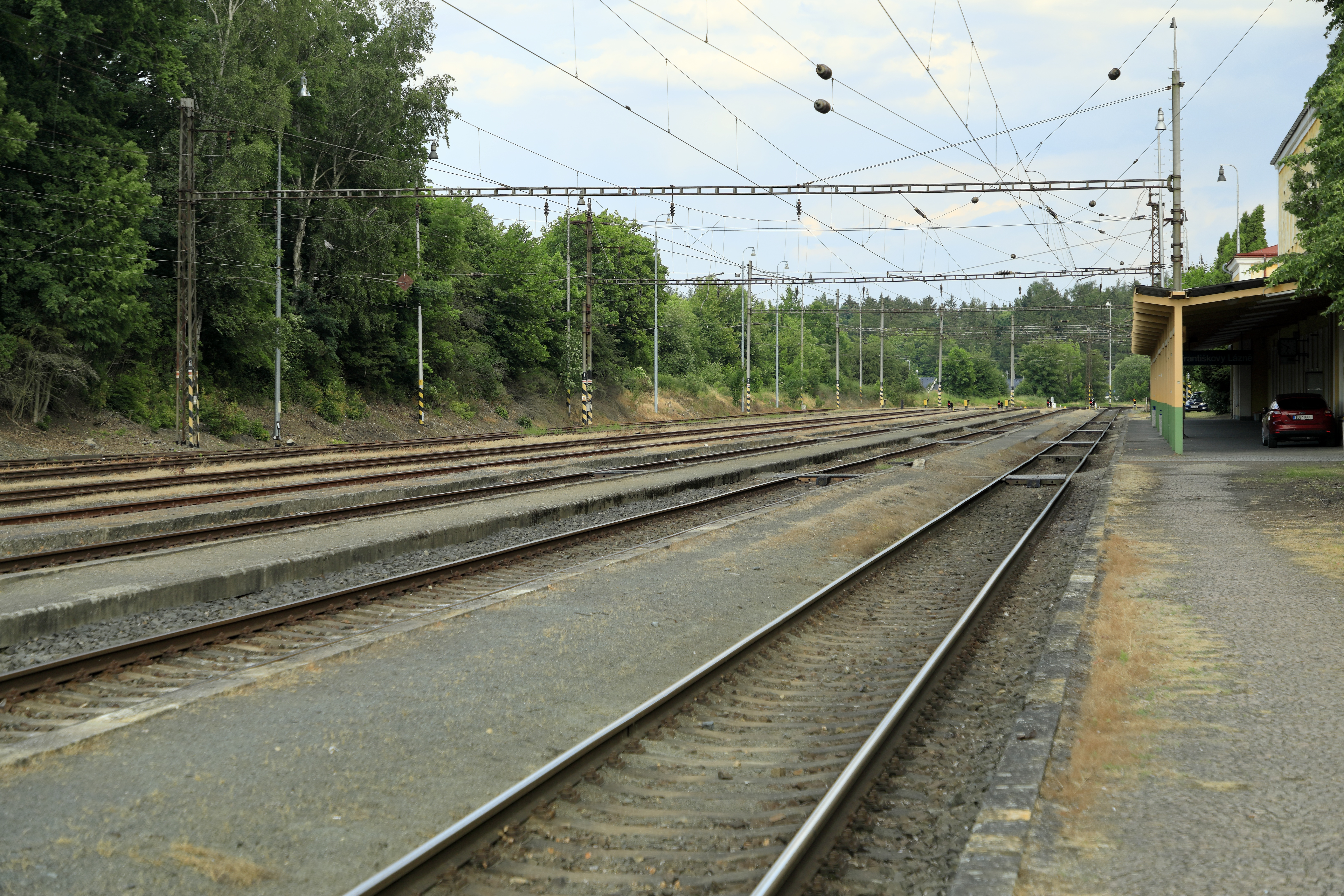
Kolejiště